# 李錫彬
李錫彬（?—?），直隸省保定府清苑縣人，清朝政治人物、進士出身。
光緒三年（1877年），参加丁丑科殿試，登進士二甲第17名。同年五月，分部學習。